# Heropanti 2
Série
Heropanti
(2014)
Pour plus de détails, voir Fiche technique et Distribution.
Heropanti 2 est un film d'action indien en langue hindi de 2022 , réalisé par Ahmed Khan, écrit par Rajat Arora et produit par Sajid Nadiadwala sous la bannière de Nadiadwala Grandson Entertainment. Le film fait suite au film Heropanti de 2014. Il met en vedette Tiger Shroff, Nawazuddin Siddiqui et Tara Sutaria,,. Il est sorti le 29 avril 2022.

## Synopsis
RJ est un jeune homme innocent qui vit avec sa mère Hema dans le Yorkshire et travaille comme videur dans un bar. RJ part pour un entretien d'embauche où Inaaya, une millionnaire autodidacte issue de l' industrie du jeu, voit RJ et prétend qu'il est son ex-petit ami Babloo Ranawat. RJ fait clairement comprendre qu'il ne la connaît pas du tout. Cependant, les soupçons d’Inaaya s’avèrent vrais. Babloo était un pirate informatique infâme recruté par l'officier du CBI Azaad Khan, qui lui offre une belle récompense pour les aider à contrecarrer les plans de Laila, une magicienne psychopathe et cybercriminelle. Laila a conçu une application qui vole les données des utilisateurs et usurpe également l'argent de leurs comptes bancaires.
Babloo infiltre le gang de Laila en courtisant la sœur de Laila, Inaaya, et commence à avoir une bonne impression de Laila. Il est également attiré par l'argent qu'il lui offre et trahit Azaad, mais se rend vite compte que ce dernier parvient à détruire des vies lorsqu'il rencontre la femme d'un ambulancier, Hema, où il apprend que son mari avait économisé de l'argent pour l'éducation de son petit-fils et leurs rêves, mais apprend que leur compte bancaire a été piraté et que l'argent a disparu. À cause de cela, le conducteur s'est suicidé. En raison de sa culpabilité, Babloo rejoint Azaad et soumet les hommes de main et détruit la transaction de l'application. Il usurpe son identité en tant que RJ et part commencer une nouvelle vie avec sa mère adoptive Hema.
De nos jours, Laila apprend que Babloo se cache dans le Yorkshire et envoie ses hommes pour le capturer, mais Babloo les soumet et simule à nouveau sa mort. Babloo révèle à Inaaya les crimes de Laila, qui le rejoint dans le combat. Babloo part pour Égypte, Russie et Chine où Laila a établi son syndicat du crime et tue les membres du syndicat. Babloo et Inaaya partent pour l'aéroport d'Heathrow pour recevoir Hema (Hema avait quitté Bablu pour visiter Kedar Ghat, en Inde). Laila ordonne à ses hommes de main de kidnapper la mère de Babloo et Laila défie Babloo d'arrêter l'extraction d'argent en lançant divers défis. Babloo surmonte divers défis où il bat Laila et arrête l'extraction et part avec Inaaya et Hema. Humiliée par la défaite, Laila se suicide. 6 mois plus tard, Babloo, Inaaya et la mère de Babloo vivent au Vietnam où une mission attend Babloo.

## Fiche technique
- Titre original : Heropanti 2
- Langue : Hindi
- Réalisateur : Ahmed Khan
- Pays :  Inde
- Dureé : 142 min
- Dates de sortie : 
  -  Inde : 29 avril 2022
  -  France : 30 avril 2022
- Genre : Action

## Distribution
- Tiger Shroff : Babloo Ranawat / RJ
- Nawazuddin Siddiqui : Laila
- Tara Sutaria : Inaaya
- Zakir Hussain : Azaad Khan
- Amrita Singh : Hema, la mère de Babloo
- Naresh Gosain : Dogra
- Kecha : Wong
- Oliver : Zahid Malik
- Vikas Verma : Ustad
- Udayabhanu Maheshwaran : Hussain
- Mark Smith : Mark
- Sajjad Delafrooz : Ranjit Shenoy
- Saharsh Kumar Shukla : L'ami de Babloo
- Kanwalpreet Singh : L'ami de Babloo
- Nikul Bhupinder Singh Sachdev :L'ami de Babloo
- Pankaj Kansara : L'ami de Babloo
- Navneet Malik ; petit ami d'Inaaya
- Kriti Sanon Apparition spéciale dans la chanson "Whistle Baja 2.0"[9]

## Production
Le tournage principal a commencé la première semaine de juin 2021, et le premier programme a été achevé en octobre 2021,.

## Musique
Albums de A. R. Rahman
Atrangi Re Mili
La musique du film a été composée par A. R. Rahman tandis que les paroles ont été écrites par Mehboob,.
La chanson "Whistle Baja 2.0" a été recréée par AR Rahman à partir du morceau "Whistle Baja" du film Heropanti de 2014 qui a été chanté par Manj Musik, Nindy Kaur, Raftaar et écrit par Raftaar.

## Réception

### Box office
Heropanti 2 a rapporté ₹6,50 crores au box-office national le jour de son ouverture. Le deuxième jour, le film a récolté 5,50 crores de roupies. Le troisième jour, le film a récolté 4 crores de roupies, portant la collecte nationale totale du week-end à 16 crores de roupies.
Au 12 mai 2022, le film a généré une collecte brute de ₹29,11 crores en Inde et de ₹6,02 crores à l'étranger, pour une collecte brute mondiale de ₹35,13 crores.

### Réponse critique
Heropanti 2 a reçu des critiques négatives de la part des critiques et du public.
Tanushree Roy d' India Today a attribué au film une note de 3/5 et a écrit : « Heropanti 2 de Tiger Shroff, Tara Sutaria et Nawazuddin Siddiqui est un divertissement paisa vasool. Mais il a ses propres défauts ». Taran Adarsh de Bollywood Hungama a donné au film une note de 3/5 et a écrit : « Malgré une production somptueuse et des cascades fantastiques de Tiger Shroff, HEROPANTI 2 souffre d'un scénario médiocre ». Archika Khurana du Times of India a attribué au film une note de 2,5/5 et a écrit : « Heropanti 2 offre un peu de tout : action, drame, musique, romance et lieux exotiques ». Français Un critique de Pinkvilla a donné au film une note de 1,5/5 et a écrit : « Tiger Shroff n'essaie même pas de jouer dans celui-ci. Il manque de tout ce qu'un « véritable film commercial » justifie : héroïsme, frisson, romance, émotion, comédie et action. Nandini Ramnath de Scroll.in a donné au film une note de 1/5. Shubhra Gupta de The Indian Express a donné au film une note de 1/5 et a écrit : « Ce film n'a pas d'intrigue. Il s'agit essentiellement d'une série de séquences mettant en scène Tiger Shroff se pavanant, faisant des histoires et dansant, lorsqu'il ne fauche pas des bandes de méchants". Saibal Chatterjee de NDTV a donné au film une note de 1/5 et a écrit : "C'est un film écrasé construit sur un tas d'inepties qui grandit à chaque minute qui passe. Ni le Tigre ni Nawazuddin ne peuvent le sauver".

## Distribution

### Cinéma
Heropanti 2 est sorti en salles le 29 avril 2022.

### Médias à domicile
Le film a été diffusé sur Amazon Prime Video à partir du 27 mai 2022.